# Erwin Steyaert
Erwin Steyaert (Brugge, 23 maart 1959) is een Vlaamse schrijver van poëzie.

## Biografie
Steyaert studeerde klassieke filologie en filosofie. Zijn werk verscheen reeds in diverse literaire tijdschriften waaronder De Brakke Hond, Het liegend konijn, Ons Erfdeel en Deus Ex Machina. Erwin Steyaert doceert nu klassieke talen in middelbare scholen.

## Eerbetoon
- Guido Wulmsprijs van de stad Sint-Truiden
- Poëzieprijs van de stad Oostende
- Poëzieprijs van de stad Harelbeke
- 2011 - Poëzieprijs Gerolfswalprijs en Basiel De Craenprijs
- 2011 - Melopee Poëzieprijs Laarne voor "De moeder van de zelfmoordterrorist".
- 2015 - Winnaars poëzieprijs van het Levenshuis met "Gay Tango"